# Font de l'Amades
La Font de l'Amades és una font de Falset (Priorat) inclosa a l'Inventari del Patrimoni Arquitectònic de Catalunya.

## Descripció
Es tracta d'una font exempta situada vora el carrer de Baix. Està formada per un pilar de planta hexagonal que sosté una pica de pedra d'un diàmetre aproximat de 175 cm de la que arrenca un pilar hexagonal, rematat per un bloc cilindric coronat per un fanal. A cada cara del pilar hi ha un relleu circular d'on hauria de sortir una aixeta. De les dues que hi ha únicament en funciona una. Hi ha la data 1866.